# Хойновский, Пётр
Пётр Хойновский (пол. Piotr Choynowski; 27 августа 1885, Варшава — 25 ноября 1935, Отвоцк) — польский писатель, драматург и переводчик, член Польской Академии Литературы.

## Биография
Детство провёл на Урале и в Самаре. В 1896 году с семьей вернулся в Польшу. Изучал химию в политехнических институтах Варшавы и Львова, в 1908 году продолжил учёбу на философском и историческом факультетах Цюрихского, а затем Ягеллонского университетов. В начале первой мировой войны вступил в польские легионы, но из-за заболевания туберкулёзом был уволен со службы.
В 1916 поселился в Варшаве, где в 1920–1922 годах работал редактором иллюстрированного еженедельника «Tygodnik Ilustrowany».

## Творчество
Пётр Хойновский — один из ведущих мастеров польской новеллистики. Дебютировал в 1910 году. Им опубликовано несколько томов рассказов и новелл.
В 1933 году был избран в члены Польской Академии Литературы.
Перевел на польский язык «Страдания юного Вертера» Гёте.

## Избранная библиография
- пьеса «Движущиеся пески» (1913)
- сборники новелл
  - «Кол в муравейнике» (1921)
  - «O пяти панах Сулезицких» (1928)
  - «Шляхетские рассказы» (1937)
- повести
  - «Кузница» (1919)
  - «Дом в средместье» (1924)
  - «Молодость, любовь, авантюра» (1926)
  - «В молодых глазах» (1933).

## Ссылка
- Choynowski Piotr (пол.)